# Bolesław Gościewicz

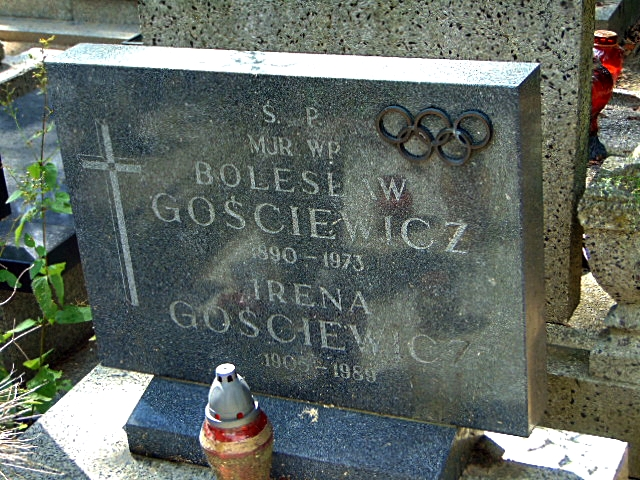
Grób Bolesława Gościewicza na cmentarzu ewangelickim przy ulicy Ogrodowej

Bolesław Gościewicz (ur. 14 kwietnia 1890 w Woskajcie, zm. 26 sierpnia 1973 w Łodzi) – polski żołnierz, strzelec sportowy, olimpijczyk z Paryża 1924.

## Życiorys
Żołnierz, uczestnik wojny polsko-bolszewickiej 1920 r. na frontach: wołyńskim i litewsko-białoruskim. Odznaczony Krzyżem Walecznych. Był żołnierzem 31 pułku Strzelców Kaniowskich. W roku 1924 zdobył tytuł mistrza Polski w strzelaniu z pistoletu (50 m) i tytuł wicemistrza Polski w strzelaniu z karabinu na 300 m w trzech postawach. W rok później zdobył dwa tytuły mistrza Polski oraz dwa wicemistrzowskie.
Na Igrzyskach Olimpijskich w Paryżu w 1924 r. zajął 48. miejsce indywidualnie w konkurencji strzelania z pistoletu szybkostrzelnego (18 strzałów do sylwetek 25 m) oraz 15. miejsce konkurencji drużynowej w strzelaniu z karabinu dowolnego w pozycji leżąc 400 m, 600 m, 800 m. Był reprezentantem Polski na strzeleckich mistrzostwach świata w Rzymie (1927) oraz Sztokholmie (1930). Jego największym sukcesem był brązowy medal na mistrzostwach świata rozgrywanych we Lwowie z karabinka bojowego.
Był uczestnikiem kampanii wrześniowej, w październiku 1944 r. został aresztowany przez Gestapo. Po trzech dniach został skierowany do pracy w kopalni rudy żelaza na Śląsku. W lutym 1945 r. powrócił do Wojska Polskiego. Po zakończeniu II wojny światowej uprawiał do 1951 r. strzelectwo. Po zakończeniu kariery sportowej poświęcił się pracy trenerskiej. Był działaczem Polskiego Związku Strzelectwa Sportowego.
Członek zarządu łódzkiego Koła Związku Oficerów Rezerwy RP (od marca 1938).
Zmarł w Łodzi. Pochowany na Starym Cmentarzu ewangelickim przy ulicy Ogrodowej (kwatera 39-E2-80).

## Ordery i odznaczenia
- Krzyż Walecznych
- Srebrny Krzyż Zasługi (10 listopada 1933)[5]